# Glaucomys volans
La ardilla voladora del Sur (Glaucomys volans) es una especie de roedor de la familia Sciuridae, nativa de América del Norte y América Central.

## Características
Esta especie, al igual que otras especies de ardillas voladoras, tiene el cuerpo bordeado lateralmente por un repliegue de piel cubierta de pelo, llamado patagio, situado entre los dos pares de miembros, que puede extenderse como si fuese un paracaídas.

## Distribución
Su área de distribución incluye el oriente de Canadá y Estados Unidos, México, Guatemala y Honduras.

## Enlaces externos

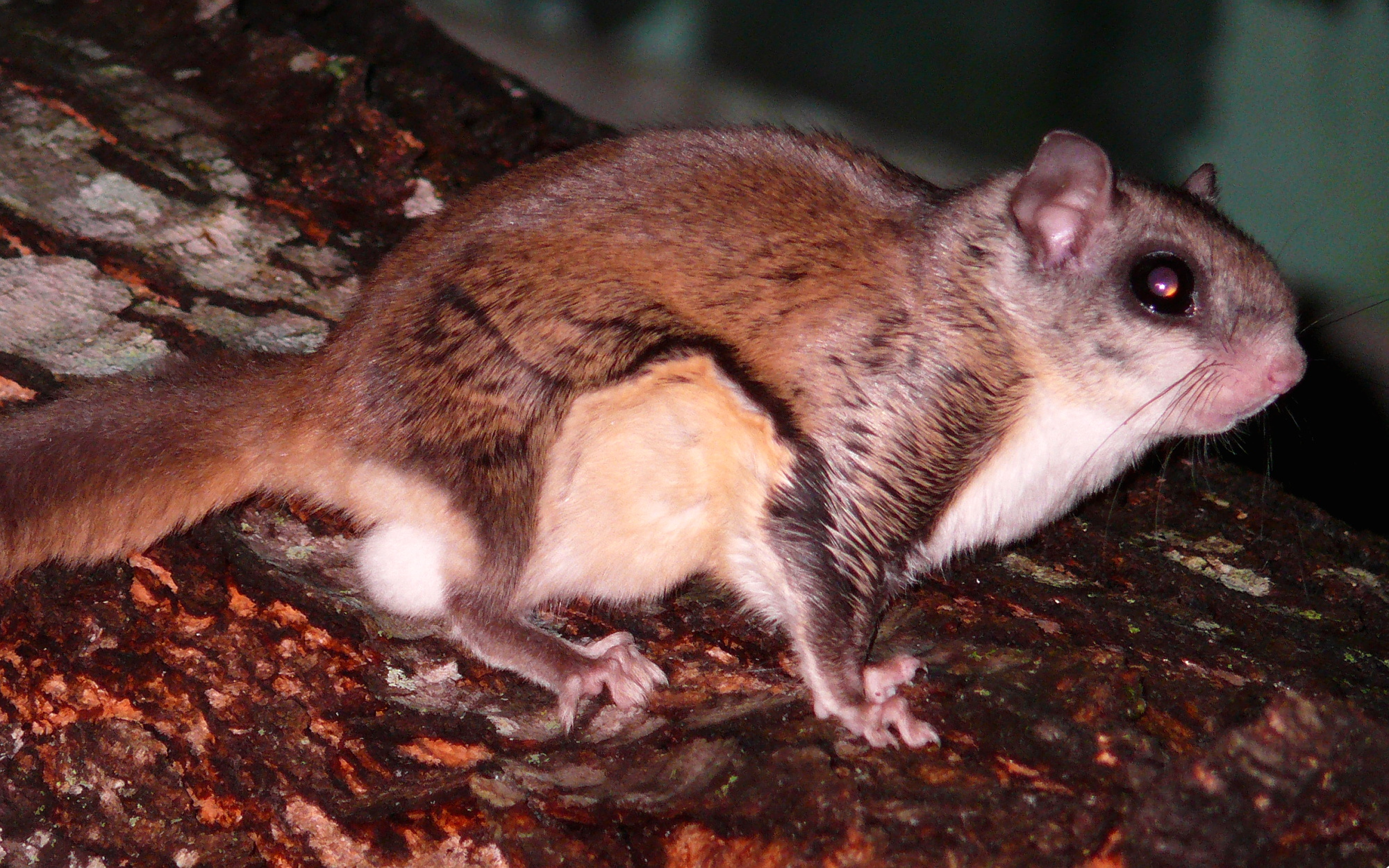